# 2024년 12월
| 2024년: 1월 · 2월 · 3월 · 4월 · 5월 · 6월 · 7월 · 8월 · 9월 · 10월 · 11월 · 12월 |

| \| 2024년 12월 1일 (일요일) \| \| 편집 \|              |  |      |
| 보건과 의료 - 후천면역결핍증후군 백신 개발에 성공했다. |  |      |
| 2024년 12월 1일 (일요일)                               |  | 편집 |

| 2024년 12월 1일 (일요일) |  | 편집 |

| \| 2024년 12월 2일 (월요일) \| \| 편집 \| |  |      |
|                                           |  |      |
| 2024년 12월 2일 (월요일)                  |  | 편집 |

| 2024년 12월 2일 (월요일) |  | 편집 |

| \| 2024년 12월 3일 (화요일) \| \| 편집 \| |  |      |
| 법과 범죄 - 2024년 대한민국 비상계엄 - 대한민국에서 22시 27분 경 윤석열 대통령이 비상계엄을 선포하였다. - 이와 관련하여 우원식 국회의장이 국회를 긴급소집하였다. |  |      |
| 2024년 12월 3일 (화요일) |  | 편집 |

| 2024년 12월 3일 (화요일) |  | 편집 |

| \| 2024년 12월 4일 (수요일) \| \| 편집 \| |  |      |
| 법과 범죄 - 2024년 대한민국 비상계엄 - 4일 00시 28분 국회가 열렸다. 우원식 국회의장의 의사 진행에 따라 비상계엄 해제 요구안이 상정되고, 재석 190명 찬성 190표로 요구안이 가결되었다. 우 의장은 이에 따른 계엄 해제 요구를 정부에 송부하고, 방송을 통하여 계엄 해제를 요구하였다. 이후 04시경 우원식 의장은 계엄 해제와 공고를 재차 요구하였다. - 4일 04시 30분경, 윤석열 대통령이 국회의 계엄 해제 요구가 있어 계엄을 해제할 것이라고 밝혔다. 3일 22시 27분경 계엄 선포이후 약 6시간이 경과한 시점이었다. 이후 05시 40분경 계엄 해제가 공고되었다. - 4일 14시 40분경 더불어민주당 등 야당 6개 당이 190명 및 무소속 김종민 의원 등 191명이 윤석열 대통령의 내란 행위와 관련하여 발의한 윤석열 대통령 탄핵소추안이 국회에 제출되었다. - 프랑스에서 미셸 바르니에 정부에 대한 불신임안이 가결되었다. |  |      |
| 2024년 12월 4일 (수요일) |  | 편집 |

| 2024년 12월 4일 (수요일) |  | 편집 |

| \| 2024년 12월 5일 (목요일) \| \| 편집 \| |  |      |
| 교통 - 2024년 전국 철도 파업: 노사간의 협상 결렬로 인하여 철도 운행이 중단되었다. 법과 범죄 - 2024년 대한민국 비상계엄: 윤석열 대통령이 김용현 국방부 장관의 면직을 재가하였다. |  |      |
| 2024년 12월 5일 (목요일) |  | 편집 |

| 2024년 12월 5일 (목요일) |  | 편집 |

| \| 2024년 12월 6일 (금요일) \| \| 편집 \| |  |      |
|                                           |  |      |
| 2024년 12월 6일 (금요일)                  |  | 편집 |

| 2024년 12월 6일 (금요일) |  | 편집 |

| \| 2024년 12월 7일 (토요일) \| \| 편집 \| |  |      |
| 문화와 예술 - 노트르담 대성당 재개관 - 프랑스 노트르담 대성당이 복원·수리를 마치고 다시 개관하였다. - 2019년 4월 노트르담 대성당 화재가 발생한 이후 약 5년 8개월 만이다. 정치와 선거 - 윤석열 대통령 탄핵소추: 윤석열 대통령의 탄핵 소추에 대한 대한민국 국회 본회의 첫 번째 표결에서 투표수(195표)가 의결정족수(200표)에 미달하여 투표가 불성립되었다. |  |      |
| 2024년 12월 7일 (토요일) |  | 편집 |

| 2024년 12월 7일 (토요일) |  | 편집 |

| \| 2024년 12월 8일 (일요일) \| \| 편집 \|                                                                                                  |  |      |
| 무력 충돌과 공격 - 북서시리아 공세 (2024년) - 시리아에서 시리아 반군이 수도인 다마스쿠스를 함락시키면서 바샤르 알아사드 정권이 붕괴되었다. |  |      |
| 2024년 12월 8일 (일요일) |  | 편집 |

| 2024년 12월 8일 (일요일) |  | 편집 |

| \| 2024년 12월 9일 (월요일) \| \| 편집 \| |  |      |
|                                           |  |      |
| 2024년 12월 9일 (월요일)                  |  | 편집 |

| 2024년 12월 9일 (월요일) |  | 편집 |

| \| 2024년 12월 10일 (화요일) \| \| 편집 \| |  |      |
| 법과 범죄 - 2024년 대한민국 비상계엄 - 윤석열 대통령의 직접 지시가 있었다는 증언이 나왔다. 곽종근 당시 육군 특전사령관은 국회 국방위 오전 질의에서 박범계 의원이 대통령과의 추가 통화가 있었냐는 질문에 대하여 두 번째 통화가 있었다는 것은 인정하였으나 그 내용은 밝힐 수 없다는 말을 되풀이하였다. 오후 속개된 회의에서 대통령으로부터 세 차례 전화가 걸려왔고, 두 번째 통화에서 '의결 정족수가 아직 다 안 채워진 것 같다. 빨리 문을 부수고 들어가서 안에 있는 인원들을 끄집어내라'는 지시가 있었고 세 번째 전화는 받지 않았다고 밝혔다. 곽종근 사령관은 앞서 12월 6일 김병주, 박선원 의원의 특전사 방문 당시, 대통령과는 한 차례 통화가 있었고 대통령이 제707특수임무단의 이동 상황을 물었다고 밝혔으며, 2차 계엄 요구가 있더라도 응하지 않겠다고 밝힌 바 있다. - 이날 국방위에는 계엄사령관에 임명되었던 박안수 육군참모총장 등 50여 명의 장성과 장교들이 출석하였다. - 김용현 계엄 당시 국방부 장관이 구속되었다. |  |      |
| 2024년 12월 10일 (화요일) |  | 편집 |

| 2024년 12월 10일 (화요일) |  | 편집 |

| \| 2024년 12월 11일 (수요일) \| \| 편집 \| |  |      |
|                                            |  |      |
| 2024년 12월 11일 (수요일)                  |  | 편집 |

| 2024년 12월 11일 (수요일) |  | 편집 |

| \| 2024년 12월 12일 (목요일) \| \| 편집 \|                                       |  |      |
| 스포츠 - 2024년 세계 체스 선수권 대회에서 구케시 디가 세계 체스 챔피언이 되었다. |  |      |
| 2024년 12월 12일 (목요일)                                                        |  | 편집 |

| 2024년 12월 12일 (목요일) |  | 편집 |

| \| 2024년 12월 13일 (금요일) \| \| 편집 \| |  |      |
| 법과 범죄 - 2024년 대한민국 비상계엄 - 검찰 특별수사본부가 이진우 수도방위사령부 사령관(수방사령관)을 체포하였다. - 12월 12일 의원직을 상실한 조국 당대표의 뒤를 이어서 조국혁신당의 비례대표 후보자 명부 13번 백선희가 비례대표 국회의원직을 승계, 윤석열 대통령 탄핵소추안은 재적 300명 상태에서 투표하게 되었다. 조국혁신당은 제22대 총선 당시 24.25%의 정당 득표율을 기록, 12명의 비례대표 국회의원이 당선되었었다. |  |      |
| 2024년 12월 13일 (금요일) |  | 편집 |

| 2024년 12월 13일 (금요일) |  | 편집 |

| \| 2024년 12월 14일 (토요일) \| \| 편집 \| |  |      |
| 법과 범죄 - 2024년 대한민국 비상계엄 - 대한민국 국회에서 윤석열 대통령 탄핵소추안이 찬성 204표로 재적 3분의 2이상이 동의함에 따라 가결되었다. 이날 국회 본회의에서는 재적의원 300명 모두가 출석·투표하였으며, 찬성 204, 반대 85, 기권 3, 무효 8로 탄핵안이 통과되었다. - 우원식 국회의장이 서명한 '대통령(윤석열) 탄핵소추안' 의결서 정본(원본)을 정청래 법제사법위원회 위원장이 직접 헌법재판소에 제출하였고, 사건번호 '2024헌나8'이 부여되었다. - 19시 24분 김민기 국회 사무총장이 의결서 등본(복사본)을 대통령실 총무비서관에게 전달하였다. 이에 따라 대통령의 직무가 정지되고, 한덕수 국무총리가 대통령 권한대행이 되었다. - 여인형 국군방첩사령관이 구속되었다. 정치와 선거 - 대통령 탄핵소추안 가결 이후 국민의힘 지도부가 와해되었다. 한동훈 당대표는 대표직을 계속 수행하겠다고 밝혔으나, 가결 직후 열린 비공개 의원총회에서 원내 최고위원 4명[※장동혁, 인요한, 김민전, 진종오(청년최고위원)]이 모두 사의를 밝혔고, 김재원(원외) 최고위원도 사의를 표명하면서 당헌 제96조와 관련하여 비대위 체제로 가게되었다. 한동훈 당대표 및 선출직 최고위원들은 지난 2024년 7월 국민의힘 제4차 전당대회를 통하여 선출되었었다. |  |      |
| 2024년 12월 14일 (토요일) |  | 편집 |

| 2024년 12월 14일 (토요일) |  | 편집 |

| \| 2024년 12월 15일 (일요일) \| \| 편집 \| |  |      |
|                                            |  |      |
| 2024년 12월 15일 (일요일)                  |  | 편집 |

| 2024년 12월 15일 (일요일) |  | 편집 |

| \| 2024년 12월 16일 (월요일) \| \| 편집 \| |  |      |
| 정치와 선거 - 대한민국 국민의힘 한동훈 당대표가 사퇴하였다. 앞서 12월 14일 윤석열 대통령 탄핵소추안이 국회에서 가결된 이후 선출직 최고위원들이 모두 사퇴한데 따른 것이다. |  |      |
| 2024년 12월 16일 (월요일) |  | 편집 |

| 2024년 12월 16일 (월요일) |  | 편집 |

| \| 2024년 12월 17일 (화요일) \| \| 편집 \| |  |      |
| 법과 범죄 - 2024년 대한민국 비상계엄: 검찰이 박안수 육군참모총장을 구속하였다. 박 총장은 계엄 당시 계엄사령관에 임명되었다. 사고와 재해 - 2024년 바누아투 지진: 바누아투의 수도 포트빌라에서 모멘트 규모 7.3의 지진이 발생하였다. 이로 인하여 최소 16명 이상이 사망하였다. |  |      |
| 2024년 12월 17일 (화요일) |  | 편집 |

| 2024년 12월 17일 (화요일) |  | 편집 |

| \| 2024년 12월 18일 (수요일) \| \| 편집 \| |  |      |
|                                            |  |      |
| 2024년 12월 18일 (수요일)                  |  | 편집 |

| 2024년 12월 18일 (수요일) |  | 편집 |

| \| 2024년 12월 19일 (목요일) \| \| 편집 \| |  |      |
| 법과 범죄 - 2024년 대한민국 비상계엄: 양구군청에 병력이 출동하였던 것에 더하여 12월 4일 자정 무렵 강원도 양구군청에 진입한 군인들 중 무장한 병력이 있었고 계엄 해제 이후에도 1시간여 이상 머물렀던 것이 밝혀젔다. |  |      |
| 2024년 12월 19일 (목요일) |  | 편집 |

| 2024년 12월 19일 (목요일) |  | 편집 |

| \| 2024년 12월 20일 (금요일) \| \| 편집 \| |  |      |
| 법과 범죄 - 2024년 대한민국 비상계엄: 공동조사본부(경찰청 국가수사본부, 고위공직자범죄수사처, 국방부조사본부로 구성된 수사 협의체)가 문상호 정보사령관을 구속하였다. |  |      |
| 2024년 12월 20일 (금요일) |  | 편집 |

| 2024년 12월 20일 (금요일) |  | 편집 |

| \| 2024년 12월 21일 (토요일) \| \| 편집 \| |  |      |
|                                            |  |      |
| 2024년 12월 21일 (토요일)                  |  | 편집 |

| 2024년 12월 21일 (토요일) |  | 편집 |

| \| 2024년 12월 22일 (일요일) \| \| 편집 \| |  |      |
|                                            |  |      |
| 2024년 12월 22일 (일요일)                  |  | 편집 |

| 2024년 12월 22일 (일요일) |  | 편집 |

| \| 2024년 12월 23일 (월요일) \| \| 편집 \| |  |      |
|                                            |  |      |
| 2024년 12월 23일 (월요일)                  |  | 편집 |

| 2024년 12월 23일 (월요일) |  | 편집 |

| \| 2024년 12월 24일 (화요일) \| \| 편집 \| |  |      |
|                                            |  |      |
| 2024년 12월 24일 (화요일)                  |  | 편집 |

| 2024년 12월 24일 (화요일) |  | 편집 |

| \| 2024년 12월 25일 (수요일) \| \| 편집 \|                                                                                     |  |      |
| 사고와 재해 - 아제르바이잔 항공 8243편 추락 사고: 아제르바이잔 항공 8243편이 카자흐스탄 아크타우 국제공항 인근에서 추락하였다. |  |      |
| 2024년 12월 25일 (수요일) |  | 편집 |

| 2024년 12월 25일 (수요일) |  | 편집 |

| \| 2024년 12월 26일 (목요일) \| \| 편집 \| |  |      |
| 경제와 비즈니스 - 대한민국 서울 외환시장에서 원 달러 환율이 달러당 1,464.8원에 장을 마쳤다. 달러당 1460원대는 세계 금융 위기 이후인 2009년 3월 13일(1,483.5원) 이후 15년 9개월 만에 처음이다. 법과 범죄 - 2024년 대한민국 비상계엄: 한덕수 대통령 권한대행이 본회의를 통과한 국회 몫 3명의 헌법재판소 재판관 선출의 건에 대해 여·야합의하에 안을 제출할 때까지 임명을 보류하겠다고 밝혔다. 국회 몫 3명은 계엄 이전에 여·야합의에 따라 후보자(마은혁·정계선·조한창)가 추천되었으나, 계엄 이후 국민의힘 측은 헌법재판소 재판관을 임명해서는 안된다고 주장하는 가운데 12월 23·24일 실시된 후보자들의 인사청문회에도 참여하지 않았다. 한편 한덕수 권한대행은 12월 19일 양곡법 등 6개 법안에 대하여 거부권을 행사한 바 있다. 정치와 선거 - 인도의 정치인 만모한 싱이 사망하였다. 만모한 싱은 2004년 5월부터 2014년 5월까지 인도의 총리를 지냈다. |  |      |
| 2024년 12월 26일 (목요일) |  | 편집 |

| 2024년 12월 26일 (목요일) |  | 편집 |

| \| 2024년 12월 27일 (금요일) \| \| 편집 \| |  |      |
| 법과 범죄 - 2024년 대한민국 비상계엄 - 한덕수 국무총리 탄핵소추: 국회에서 한덕수 국무총리 탄핵안이 가결되었다. 한덕수 권한대행이 탄핵됨 따라 차순위인 최상목 기획재정부장관이 대통령 권한대행을 맡게되었다. |  |      |
| 2024년 12월 27일 (금요일) |  | 편집 |

| 2024년 12월 27일 (금요일) |  | 편집 |

| \| 2024년 12월 28일 (토요일) \| \| 편집 \| |  |      |
|                                            |  |      |
| 2024년 12월 28일 (토요일)                  |  | 편집 |

| 2024년 12월 28일 (토요일) |  | 편집 |

| \| 2024년 12월 29일 (일요일) \| \| 편집 \| |  |      |
| 사고와 재해 - 제주항공 2216편 활주로 이탈 사고 - 무안국제공항에서 제주항공 항공기가 추락하는 사고가 발생하였다. 사고기에는 181명(승객 175, 승무원 6)이 탑승하고 있었으며, 21시 07분 기준 179명의 사망이 확인되었다. 2명이 생존하였다. - 최상목 대통령 권한 대행이 전라남도 무안군을 특별재난지역으로 선포하였다. 정치와 선거 - 미국의 정치인 지미 카터가 사망하였다. 지미 카터는 제39대 미국의 대통령(1977~1981)을 지냈으며, 퇴임 이후에는 봉사 활동과 평화 사절 활동을 하였다. 2002년에는 노벨 평화상을 수상하였다. |  |      |
| 2024년 12월 29일 (일요일) |  | 편집 |

| 2024년 12월 29일 (일요일) |  | 편집 |

| \| 2024년 12월 30일 (월요일) \| \| 편집 \| |  |      |
|                                            |  |      |
| 2024년 12월 30일 (월요일)                  |  | 편집 |

| 2024년 12월 30일 (월요일) |  | 편집 |

| \| 2024년 12월 31일 (화요일) \| \| 편집 \| |  |      |
| 법과 범죄 - 2024년 대한민국 비상계엄 - 법원이 내란 혐의를 받는 윤석열 대통령에 대한 체포영장을 발부하였다. 현직 대통령에 대한 체포영장 발부는 대한민국 헌정사상 초유의 일이다. - 최상목 대통령 권한대행이 '내란 특검법'과 '김건희 특검법'에 대하여 거부권을 행사하였다. - 최상목 대통령 권한대행이 국회 몫 3명의 헌법재판소 재판관 후보자 중 조한창·정계선 후보자를 임명하고, 마은혁 후보자에 대하여 여·야합의 이후 임명하겠다며 임명을 보류하였다. 더불어민주당과 국민의힘 모두 이에 대하여 유감을 표명하였다. 한편, 우원식 국회의장은 국회의 헌법재판관 선출권을 침해한 것에 대한 유감을 표명하고, 권한쟁의심판 청구를 검토하겠다고 밝혔다. |  |      |
| 2024년 12월 31일 (화요일) |  | 편집 |

| 2024년 12월 31일 (화요일) |  | 편집 |

| <           | 2024년 12월 | 2024년 12월  | 2024년 12월 | 2024년 12월 | 2024년 12월 | >       |
| 일          | 월          | 화           | 수          | 목          | 금          | 토      |
| 1 11.1 기해 | 2 경자      | 3 신축       | 4 임인      | 5 계묘      | 6 갑진      | 7 을사  |
| 8 병오      | 9 정미      | 10 무신      | 11 기유     | 12 경술     | 13 신해     | 14 임자 |
| 15 계축     | 16 갑인     | 17 을묘      | 18 병진     | 19 정사     | 20 무오     | 21 기미 |
| 22 경신     | 23 신유     | 24 임술      | 25 계해     | 26 갑자     | 27 을축     | 28 병인 |
| 29 정묘     | 30 무진     | 31 12.1 기사 |             |             |             |         |

| - 2024년 - 11월 - 12월 - 2025년 - 1월 편집하기 |